# Voce di Pietra
Voce di Pietra è un album della cantante italiana Pietra Montecorvino, pubblicato dall'etichetta discografica RTI Music nel 1993.

## Descrizione
È un album jazz rock con tratti blues e di musica etnica.

## Tracce
1. Addio Addio – 4:50
2. Sogna Sogna – 4:06
3. Nord e Sud – 3:49
4. Donna – 3:41
5. A 40 anni farò il rock – 4:26
6. Murì – 3:44
7. Frutti di mare – 3:27
8. Ascenne – 4:07

## Formazione
- Pietra Montecorvino - voce
- Vittorio Riva - batteria
- Tommy De Paola - tastiera
- Erasmo Petringa - basso, contrabbasso
- Arnaldo Vacca - percussioni
- Gennaro Pasquariello - basso
- Mimmo Virgili - pianoforte
- Antonio Di Francia - violoncello
- Nico Casu - tromba
- Marco Sannini - tromba
- Annibale Guarino - sax
- Marco Zurzolo - sassofono tenore, sassofono contralto
- Daniele Sepe - flauto
- Eugenio Bennato - armonica
- Laura Migliaccio, Monica Sarnelli,  Roberta Andalò,   Silvia Cozzolino - cori